# 穆罕默德·奧爾罕
穆罕默德·奧爾罕（土耳其語：Mehmed Orhan；1909年7月11日—1994年3月12日），是1983年－1994年間鄂圖曼帝國王朝第42代領袖，如果他能繼位，他會被稱為蘇丹奧爾罕二世（土耳其語：II Orhan）。
他在安那托利亞賽倫斯貝宮（Serencebey Palace）或奇奇爾普雷克（Kızıltoprak）出生，是鄂圖曼軍隊上尉穆罕默德·阿卜杜勒·卡迪爾王子（Prince Mehmed Abdul Kadir）的兒子，蘇丹阿卜杜勒-哈米德二世是他的祖父。
奧爾罕曾在巴西造船，在贝鲁特和大马士革駕駛計程車，在美國出任公墓服務員和擔任索古一世的助手，到1994年於尼斯去世，在當地下葬。
根據《生活》雜誌1990年的報導，他表示他的遺產是“神聖和可笑的”（both sacred and laughable），又說“奧斯曼是要知道如何隨著時間呼吸”（To be Ottoman is to know how to breathe with time.）。